# Lublin R.XII
Lublin R.XII (LR-12) – polski samolot sportowy marki Lublin w układzie górnopłatu z lat 30. XX wieku, konstrukcji inż. Jerzego Rudlickiego, zbudowany w Zakładach Mechanicznych Plage i Laśkiewicz w Lublinie. Prototyp został oblatany jesienią 1930 roku, jednak z powodu dużej masy i niższych od zakładanych osiągów nie podjęto jego produkcji seryjnej. Lublin R.XII był pierwszym i jedynym samolotem sportowym zaprojektowanym i zbudowanym w Zakładach Mechanicznych Plage i Laśkiewicz.

## Historia

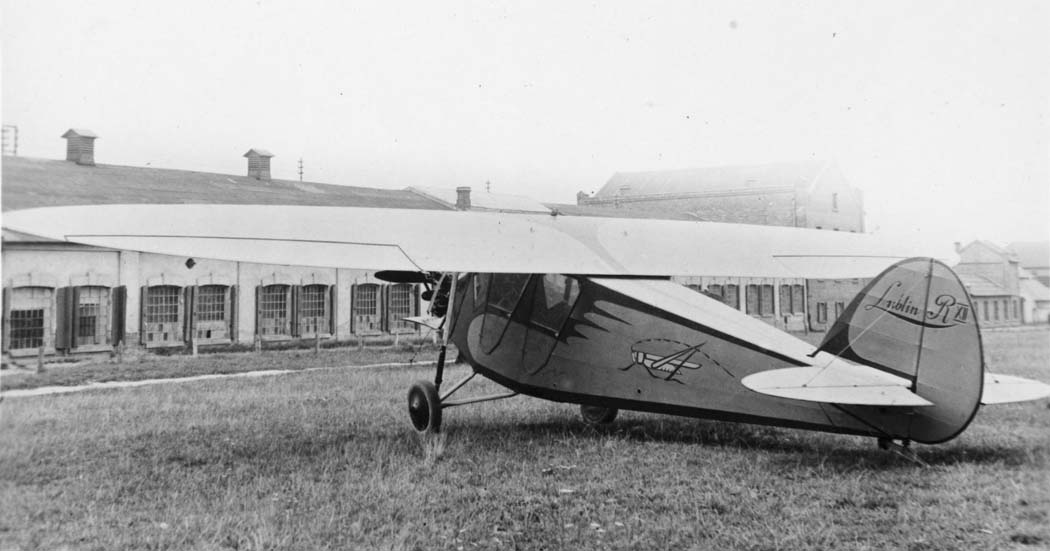
Prototyp samolotu Lublin R.XII

Na początku lat 30. XX wieku, w związku z rozwojem w II Rzeczypospolitej lotnictwa sportowego, w wielu polskich wytwórniach lotniczych powstały projekty samolotów tej klasy. W połowie 1929 roku w Zakładach Mechanicznych Plage i Laśkiewicz w Lublinie powstał na zamówienie Ligi Obrony Powietrznej i Przeciwgazowej projekt samolotu sportowego konstrukcji inż. Jerzego Rudlickiego. Zamówienie to było rezultatem dążenia kierownictwa LOPP do ujednolicenia szkolenia lotniczego w oparciu o sprzęt wyprodukowany w krajowych wytwórniach oraz popierania rozwoju sportu lotniczego. Rozwiązania konstrukcyjne oznaczonego Lublin R.XII (LR-12) samolotu bazowały na zbudowanym na początku 1930 roku samolocie pasażerskim Lublin R.XI, a jego dokumentacja techniczna opracowana została przez inżynierów Jerzego Teisseyre i Mariana Bartolewskiego. Budowa prototypu rozpoczęła się na początku 1930 roku i trwała do wiosny.
Prototyp, ze znakami rejestracyjnymi SP-AFB, został oblatany jesienią 1930 roku na fabrycznym lotnisku w Lublinie przez pilota Władysława Szulczewskiego. Samolot miał znacznie większą masę własną niż projektowana, co pociągnęło za sobą spadek osiągów. Z powodu przekroczenia dopuszczalnej masy nie dopuszczono go do udziału w III Krajowym Konkursie Awionetek. Pilotowany przez płk Jerzego Kossowskiego R.XII wziął udział jedynie w dniach 30 stycznia – 1 lutego 1931 roku w I Lubelsko-Podlaskich Zimowych Zawodach Lotniczych (poza konkursem). Po odbyciu jeszcze kilku lotów, samolot stał przez kilka lat nieużywany w hangarze macierzystych zakładów, po czym został skasowany.
Lublin R.XII był pierwszym (i jedynym) samolotem sportowym zaprojektowanym i zbudowanym w Zakładach Mechanicznych Plage i Laśkiewicz.

## Opis konstrukcji i dane techniczne
Lublin R.XII był jednosilnikowym, dwu- lub trzymiejscowym samolotem sportowym o konstrukcji mieszanej, w układzie wolnonośnego górnopłatu. Kadłub o przekroju prostokątnym tworzyła kratownica ze spawanych rur stalowych, kryta płótnem. Konstrukcja sekcji tylnej wzmocniona była drutem fortepianowym. Kabina załogi dwumiejscowa, zakryta, z drzwiami z obu stron kadłuba, z miejscami obok siebie; wyposażona była w podwójne sterownice składające się z pedałów steru kierunku i umieszczonego centralnie pojedynczego wolantu, przekładanego przed lewy lub prawy fotel. Do kabiny tylnej, gdzie było miejsce na opcjonalny trzeci fotel lub bagaż, prowadziły drzwi umieszczone z lewej strony kadłuba.
Płat o obrysie eliptycznym, dwudźwigarowy, niedzielony, konstrukcji drewnianej, kryty sklejką. Skrzydło miało rozpiętość 11,5 metra i powierzchnię nośną 18,54 m², a do kadłuba było zamocowane przy pomocy czterech sworzni. Współczynnik grubości cięciwy wynosił 17%, a współczynnik kształtu wynosił 7. Na płatach umieszczono niekompensowane lotki o wąskiej cięciwie. Obciążenie powierzchni wynosiło 44,7 kg/m².
Długość samolotu wynosiła 7,62 metra, a wysokość 2,36 metra. Masa własna płatowca wynosiła 504 kg, masa użyteczna 325 kg, zaś masa całkowita (startowa) 829 kg. Usterzenie klasyczne, spawane z rur stalowych, kryte płótnem, z przestawialnym w locie statecznikiem poziomym. Statecznik pionowy pokryty był sklejką i usztywniony cięgnami z drutu, a statecznik poziomy pokryty był płótnem (z wyjątkiem wykonanej ze sklejki krawędzi natarcia) i usztywniony zastrzałami i drucianymi cięgnami. Podwozie dwukołowe, trójgoleniowe, z zamocowanymi do przednich dźwigarów skrzydeł amortyzatorami olejowo-powietrznymi firmy Aerol. Z tyłu znajdowała się wykonana z blachy duralowej płoza ogonowa, amortyzowana sznurem gumowym.
Napęd stanowił chłodzony powietrzem 5-cylindrowy silnik gwiazdowy Armstrong Siddeley Genet o mocy nominalnej 59 kW (80 KM) przy 2200 obr./min, mocy startowej 65 kW (88 KM) i masie 95 kg, napędzający stałe, drewniane, dwułopatowe śmigło ciągnące Szomański. Średnica wykonanego z siedmiu warstw drewna jesionowego śmigła wynosiła 1830 mm, a jego skok 1230–1290 mm; krawędź natarcia okuta była blachą. Łoże silnika wykonane zostało ze spawanych rur stalowych, osłona silnika z blachy aluminiowej. Silnik oddzielony był od reszty kadłuba ścianą przeciwogniową. Obciążenie mocy wynosiło 9,4 kg/KM. Zbiornik paliwa zabudowany był w skrzydle, nad kokpitem.
Prędkość maksymalna na poziomie morza wynosiła 156 km/h, prędkość przelotowa 135 km/h, zaś prędkość minimalna 73 km/h. Przelotowe zużycie paliwa wynosiło 21 litrów/h. Maszyna osiągała pułap 4750 metrów z prędkością wznoszenia wynoszącą 4,3 m/s. Zasięg wynosił 550 km.

### Malowanie
Prototyp samolotu Lublin R.XII pomalowany był następująco: kadłub, osłona silnika, śmigło i usterzenie w kolorze kremowym, z wyjątkiem pomalowanych na ciemnoczerwono: przodu, spodu i grzbietu kadłuba, krawędzi natarcia skrzydeł i usterzenia oraz pasów na kadłubie; skrzydło miało kolor czerwonokremowy, a na obu bokach kadłuba został namalowany konik polny.